# 4516 Pugovkin
4516 Pugovkin eller 1973 SN6 är en asteroid i huvudbältet som upptäcktes den 28 september 1973 av den rysk-sovjetiske astronomen Nikolaj Tjernych vid Krims astrofysiska observatorium på Krim. Den har fått sitt namn efter Mikhail Pugovkin.
Asteroiden har en diameter på ungefär 7 kilometer och den tillhör asteroidgruppen Hoffmeister.